# Project Bandaloop
Project Bandaloop ist die Bezeichnung für ein ungewöhnliches Tanzprojekt in den USA, welches die Elemente des Kletterns und des Tanzes miteinander vereint. Die künstlerische Leitung der seit 1991 bestehenden Formation wird von Amelia Rudolph wahrgenommen.
Die Auftritte von Project Bandaloop sind eine Verbindung zwischen Tanz, Klettersport, Luftballett und rituellen Elementen und beziehen immer auch den Auftrittsort mit ein. Ein Projekt der Truppe bestand beispielsweise aus einer 18-tägigen Durchquerung der Sierra Nevada mit Luftballett- und Tanzeinlagen über dem Tulomne-Fluss, ein anderes in dreidimensionalem Ballett an verschiedenen Gebäuden auf der ganzen Welt. Die On-Site-Aufführungen des Project Bandaloop werden meist verfilmt und vertont und anschließend in eine multimediale Bühnenadaptation eingearbeitet.
Project Bandaloop tritt in Theatern, an Gebäuden, Warenhäusern, Veranstaltungshallen oder in der freien Natur auf. Die Truppe besteht aus sieben bis acht Tänzerinnen und Tänzern. Sie traten bereits bei allen großen Tanzfestivals auf und erhielten für ihre Darbietungen zahlreiche Förderpreise und Stipendien.